# J.E. Freeman
J.E. Freeman (2 de febrero de 1946 - 9 de agosto de 2014) fue un actor estadounidense.

## Vida y carrera
A menudo Freeman fue elegido para interpretar a personajes duros. Una de sus primeras películas fue a principios de los años 1980, An Eye for an Eye, donde interpreta al conductor de un remolque que intercambia palabras con Chuck Norris.
Freeman fue adicionalmente conocido por haber interpretado a secundarios amenazadores como el malvado gangster Marcello Santos en Corazón salvaje de David Lynch, el asesino a sueldo homosexual Eddie Dane en Miller's Crossing de los hermanos Coen y el infame científico Wren en Alien: resurrección. Finalmente también interpretó a otros personajes notables en Ruthless People, Patriot Games, Copycat y Go. Se retiró como actor en 2007.
Freeman era abiertamente homosexual y seropositivo. En 2009 publicó una carta en el San Francisco Chronicle detallando recuerdos sobre los disturbios de Stonewall de 1969. Además escribió poesía y tiene un blog en Tumblr dedicado a ella.
Falleció en la tarde del 9 de agosto de 2014 a los 68 años.

## Filmografía (Selección)

### Cine
| Año  | Título                  | Título original        | Personaje                  | Notas |
| ---- | ----------------------- | ---------------------- | -------------------------- | ----- |
| 1990 | Muerte entre las flores | Miller's Crossing      | Eddie Dane                 |       |
| 1992 | Juego de patriotas      | Patriot Games          | Marty Cantor               |       |
| 1994 | Te puede pasar a ti     | It Could Happen to You | Sal Bontempo               |       |
| 1995 | Copycat                 | Copycat                | Teniente Thomas Quinn      |       |
| 1997 | Alien: Resurrección     | Alien: Resurrection    | Dr. Wren                   |       |
| 2000 | Tras la sospecha        | Auggie Rose            | Dueño de la casa de empeño |       |